# Bony de Calama

El Bony de Calama, respecte del terme d'Abella de la Conca

El Bony de Calama és un cim de 1.446,6 metres d'altitud del terme municipal d'Abella de la Conca, a la comarca del Pallars Jussà.
Es troba en el sector nord-est del terme municipal, al sud, dins del mateix sistema muntanyós, de la Serra de Carreu. Pertany al lloc anomenat Montebà, on es troben també les Roques de Calastre, i separa dues valls afluents pel nord del riu d'Abella, la del barranc de Cal Palateres, a orient i a migdia, i la de la llau de la Gargallosa, afluent del barranc de la Vall, al nord i a ponent.
A prop i al nord-est del Bony de Calama hi ha el Coll d'Allí, amb les restes de la Casa del Coll d'Allí a prop.

## Etimologia
Segons Joan Coromines, un bony és un cim pirinenc de forma aplatada. Calama és, segons el mateix filòleg, un mot dialectal per a designar una escletxa o esquerda profunda en el sòl. És, per tant, un topònim romànic descriptiu.